# Władimir Klujew
Władimir Grigorjewicz Klujew (ros. Владимир Григорьевич Клюев, ur. 6 sierpnia 1924 w Starobielsku, zm. 4 lutego 1998 w Moskwie) – radziecki działacz partyjny.

## Życiorys
1945-1949 studiował w Iwanowskim Instytucie Tekstylnym im. Frunzego, 1949-1953 był majstrem fabryki tkackiej im. Krupskiej i kierownikiem produkcji fabryki tkackiej im. 1 Maja oraz kombinatu "Bolszewik" w Iwanowie. Od 1949 członek WKP(b), od 1954 partyjny organizator KC KPZR kombinatu "Bolszewik", potem sekretarz KPZR tego kombinatu, 1960-1961 dyrektor tejkowskiego kombinatu bawełnianego w obwodzie iwanowskim. 1961-1963 kierownik Wydziału Przemysłowo-Transportowego Komitetu Obwodowego KPZR w Iwanowie, 1963-1964 kierownik Wydziału Przemysłu Tekstylnego Przemysłowego Komitetu Obwodowego KPZR w Iwanowie, 1964-1966 I sekretarz Komitetu Miejskiego KPZR w Iwanowie, 1966-1972 II sekretarz Komitetu Obwodowego KPZR w Iwanowie. Od 21 lipca 1972 do 15 lipca 1985 I sekretarz Komitetu Obwodowego KPZR w Iwanowie, od 5 marca 1976 do 25 kwietnia 1989 członek KC KPZR, od lipca 1985 do kwietnia 1989 minister przemysłu lekkiego ZSRR, następnie na emeryturze. Deputowany do Rady Najwyższej ZSRR od 8 do 11 kadencji.

## Odznaczenia
- Order Lenina (trzykrotnie)
- Order Rewolucji Październikowej
- Order Czerwonego Sztandaru Pracy